# JK Tammeka II Tartu
El JK Tammeka II Tartu es un equipo de fútbol de Estonia que juega en la Esiliiga B, la tercera liga de fútbol más importante del país.

## Historia
Fue fundado en el año 2006 en la ciudad de Tartu y es el principal equipo reserva del JK Tammeka Tartu, el cual juega en la Meistriliiga, por lo que no es elegible para jugar en ella.
Desde el principio han jugado en la Esiliiga, de donde nunca han descendido y se mantuvieron en ella hasta su desaparición en el año 2013 debido a los problemas financieros que tenía la ciudad de Tartu para mantener a dos equipos de fútbol.
El club es refundado en 2018 en la Esiliiga B, donde terminaron en segundo lugar y regresaron a la Esiliiga para la temporada 2019.